# Molnár Attila (politikus)
Molnár Attila (Mosonmagyaróvár, 1971. –) politikus, országgyűlési képviselő (Fidesz).

## Életpályája
Kisgyermek korától kezdve Komáromban él. Középiskolai tanulmányait Komáromban végezte el; 1989-ben érettségizett a Jókai Mór Gimnáziumban. 1999-ben Szegeden jogász diplomát szerzett a József Attila Tudományegyetem Állam- és Jogtudományi Karán; ezután ügyvédként dolgozott.

### Politikai pályafutása
1989-ben alapító tagja volt a Fidesz Komáromi Szervezetének, amelynek 1993-ig ügyvivője, majd 1993-tól elnök, 2010–2014 között országgyűlési képviselő volt. 1990-től Komárom Város Önkormányzata helyi önkormányzati tagja. 1998–2010 között a Komárom-Esztergom Megyei Önkormányzat megyei közgyűlésének tagja volt. 2010-től Komárom polgármestere. 2010–2011 között az Alkotmány-előkészítő eseti bizottság tagja volt. 2010–2014 között az Alkotmányügyi, igazságügyi és ügyrendi bizottság tagja, valamint az Alkotmányügyi, igazságügyi és ügyrendi bizottság hatáskörébe tartozó törvények végrehajtását, társadalmi és gazdasági hatását figyelemmel kísérő albizottság tagja volt. 2011–2012 között a 2002-2010 közötti lakossági deviza-eladósodás okainak feltárását, valamint az esetleges kormányzati felelősséget vizsgáló albizottság tagja volt.

## Díjai
- Az Év Polgármestere (2018)